# Lago d'Oô

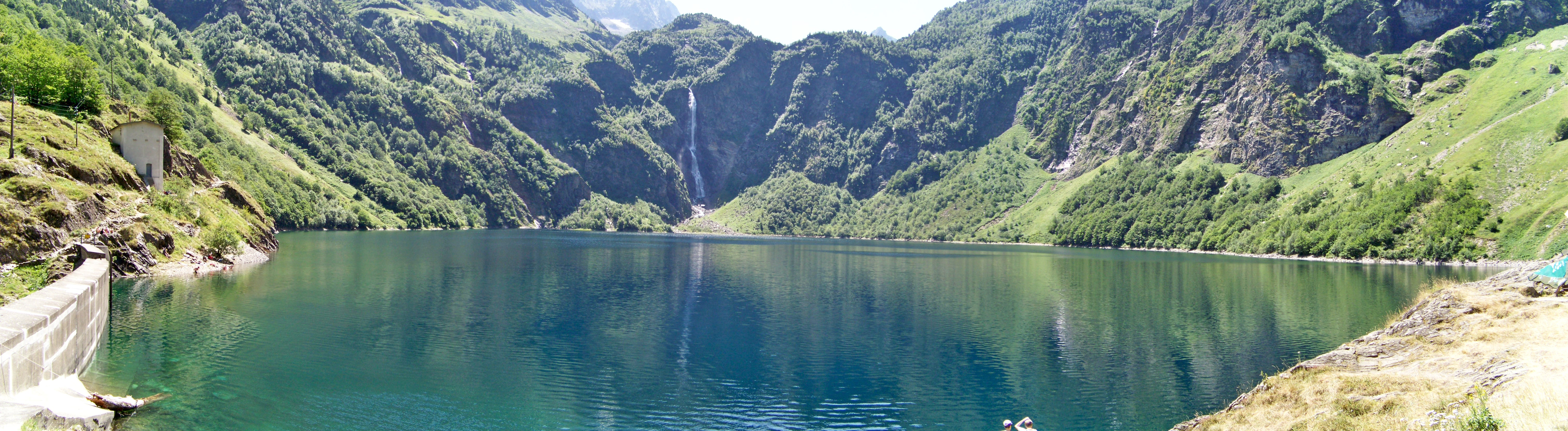
Panorama del lago dalla riva

Il lago d'Oô (in francese lac d'Oô, in occitano lac d'Òu) è un lago artificiale dei Pirenei di 42 ettari a 1507 m s.l.m. situato nel comune di Oô vicino a Bagnères-de-Luchon.
La costruzione della diga, che ha una capacità di 1200 m³, è terminata nel 1921.

## Curiosità
- Il suo nome è particolarmente conosciuto perché è spesso usato nei cruciverba.

## Galleria d'immagini

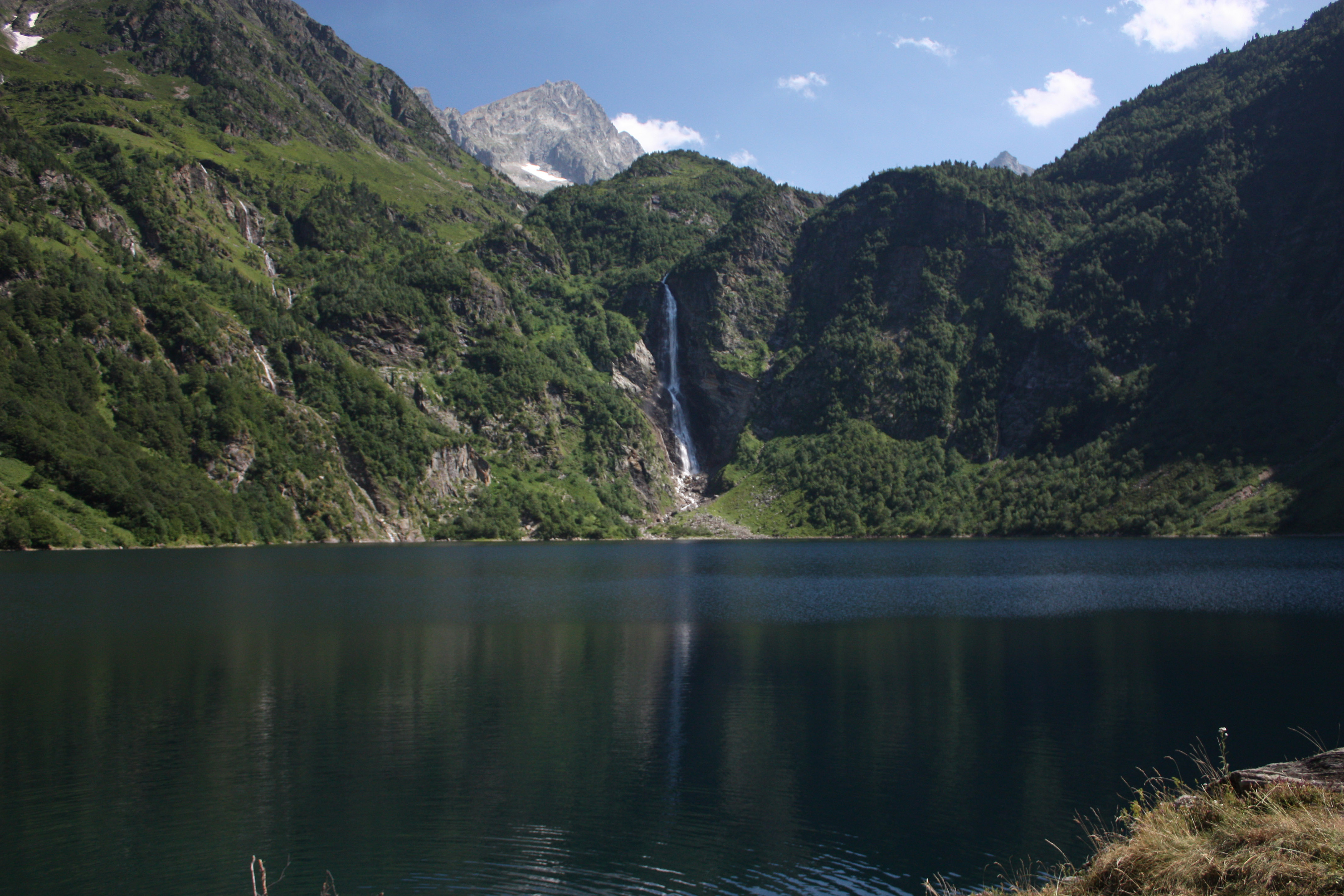
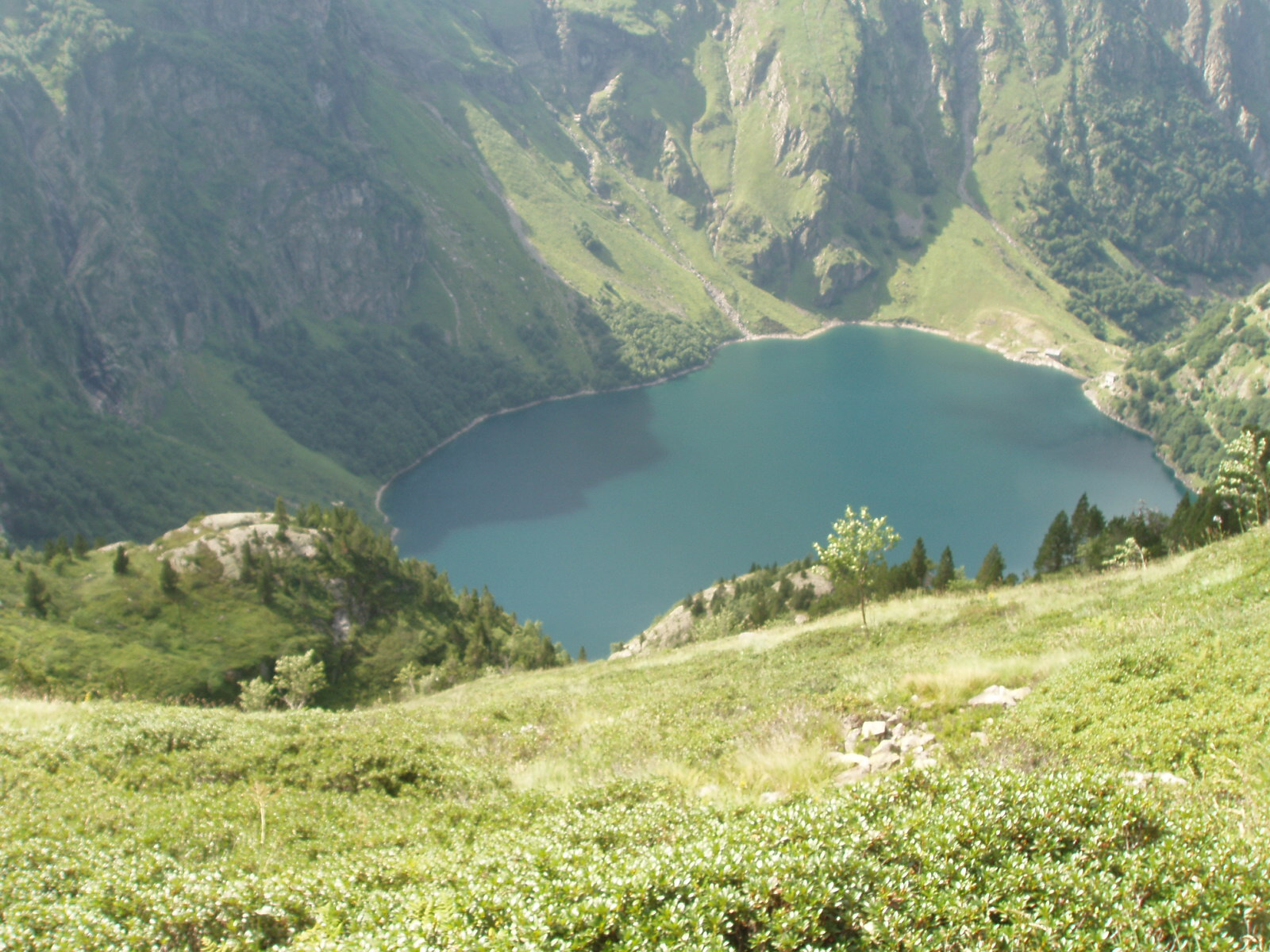
Vista dal Col du Céciré
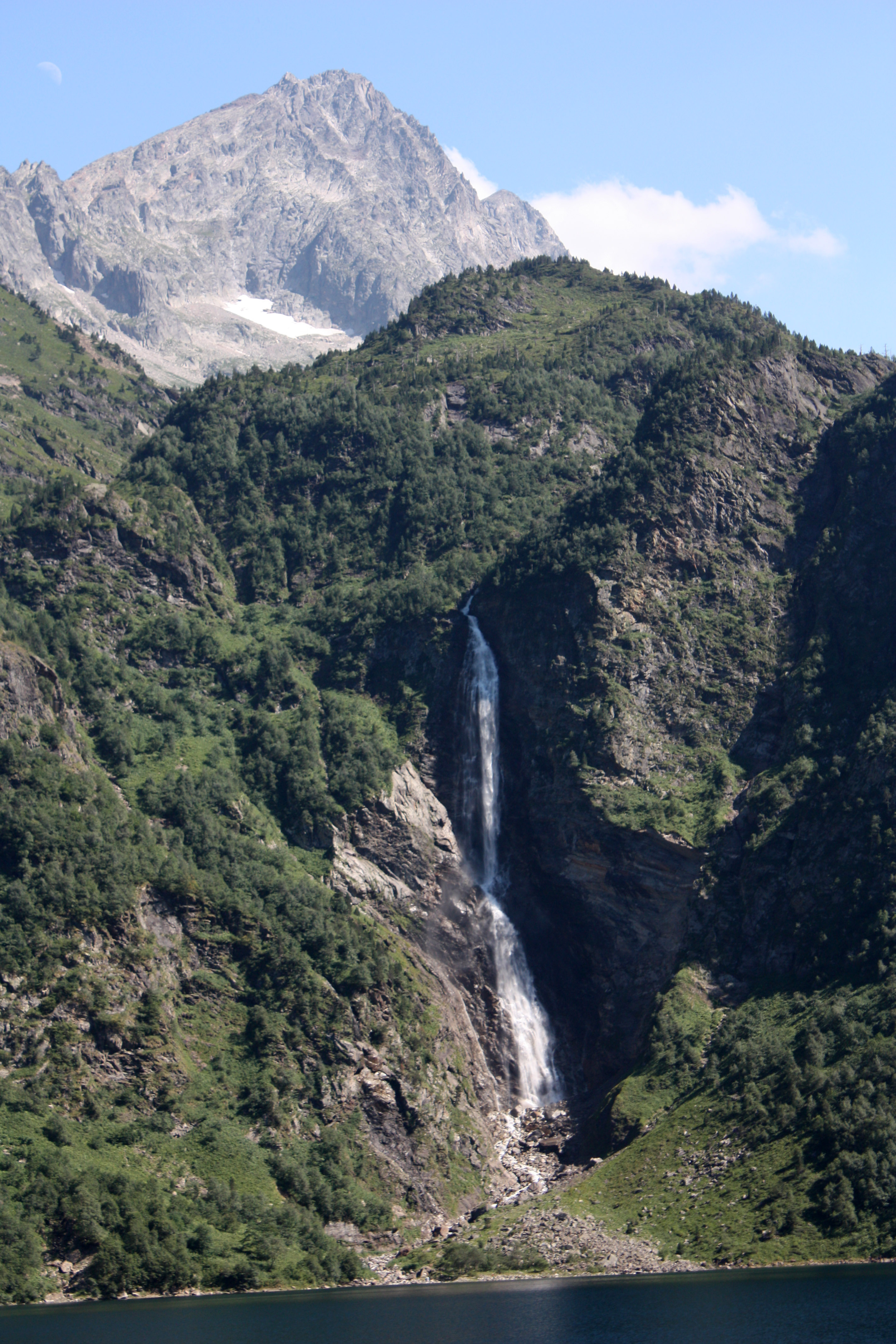
Cascata del lago